# Liceo statale Tommaso Gulli
Il liceo Tommaso Gulli è uno storico liceo delle scienze umane, linguistico, economico sociale e musicale della città di Reggio Calabria, con sede presso Palazzo de Blasio. Attivo fin dal 1911, oggi costituisce una delle più antiche e consolidate istituzioni formative del paese, è intitolato a Tommaso Gulli.

## Storia
La storia dell'istituto Tommaso Gulli inizia nel 1911, all’indomani del devastante terremoto che lascia solo qualche traccia della Città, grazie alla sensibile solidarietà del Consiglio Comunale di Milano. Il liceo è stato il primo tra gli edifici pubblici ad essere costruito, nel 1911, su progetto dell'ingegnere Domenico Genoese Zerbi.